# Romantic Robot
Romantic Robot je původně počítačová společnost, která vyvíjela a vyráběla software a hardware a později se stala hudebním vydavatelstvím a producentem CD.

## Počítačová firma
Od založení v roce 1983 v Londýně českými emigranty Alexanderem Goldscheiderem a Ondřejem Kořínkem firma vydávala:
- utility pro domácí počítače: programy Trans-Express, Music Typewriter, Genie, Insider, Lifeguard a Rodos pro Sinclair ZX Spectrum a Amstrad CPC;
- a periférní zařízení Multiface:
  - Multiface One, Multiface 128, Multiface 3, Multiprint a Videoface pro Sinclair ZX Spectrum;
  - Multiface Two pro Amstrad CPC a
  - Multiface ST pro Atari ST.

Vydala také hru Wriggler pro počítače ZX Spectrum a Enterprise.

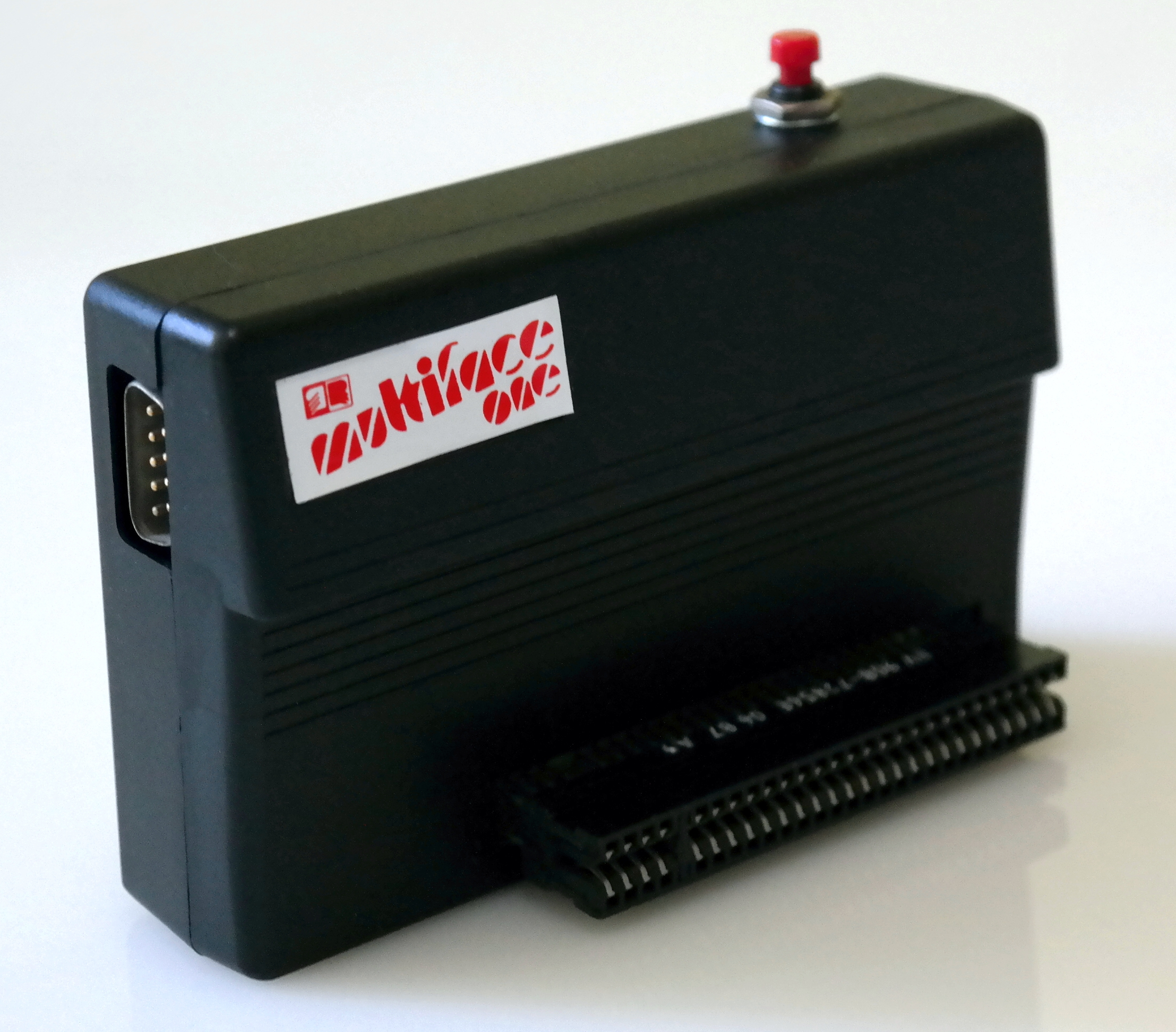
Multiface One
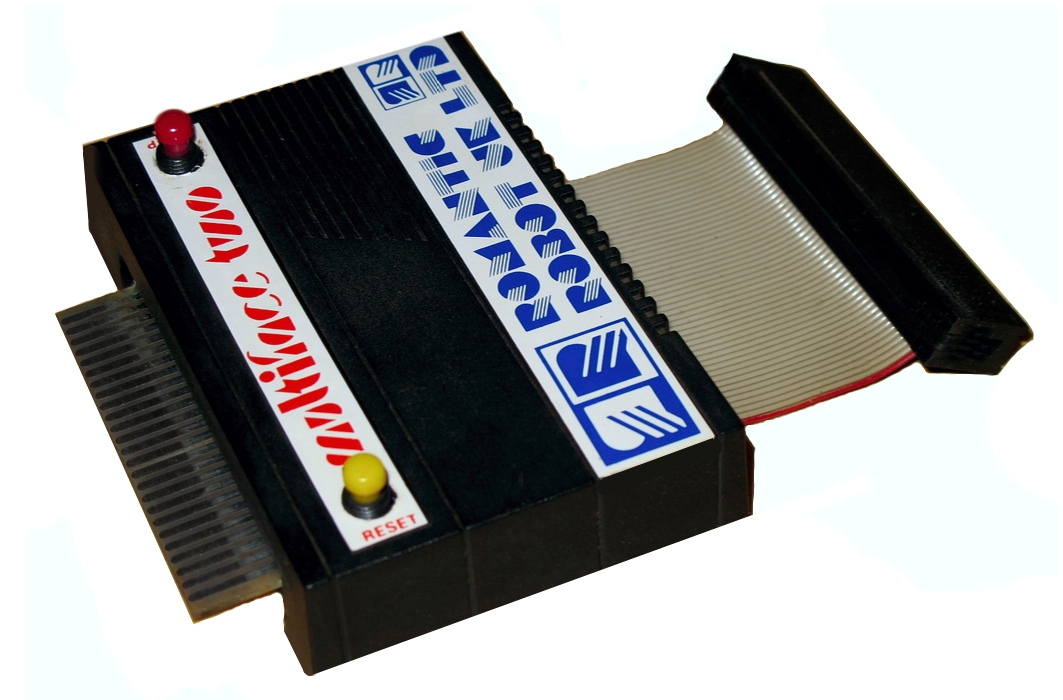
Multiface Two
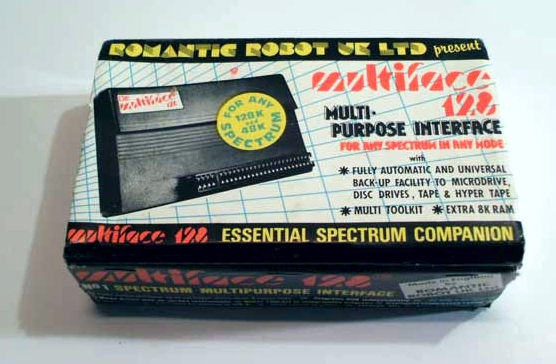
Multiface 128
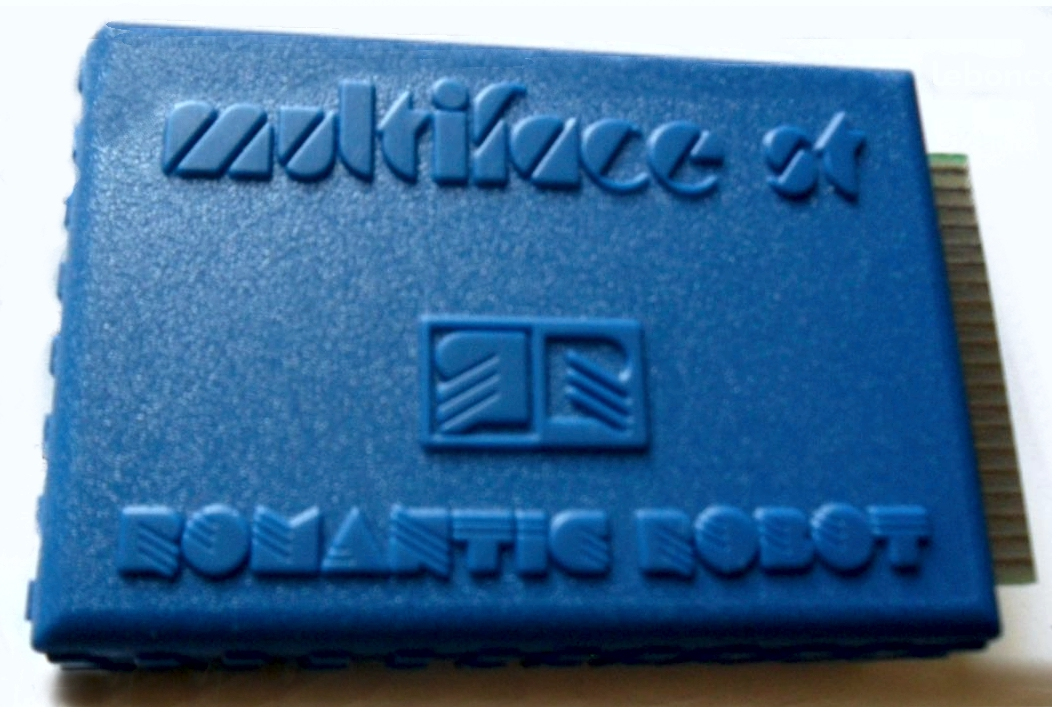
Multiface ST
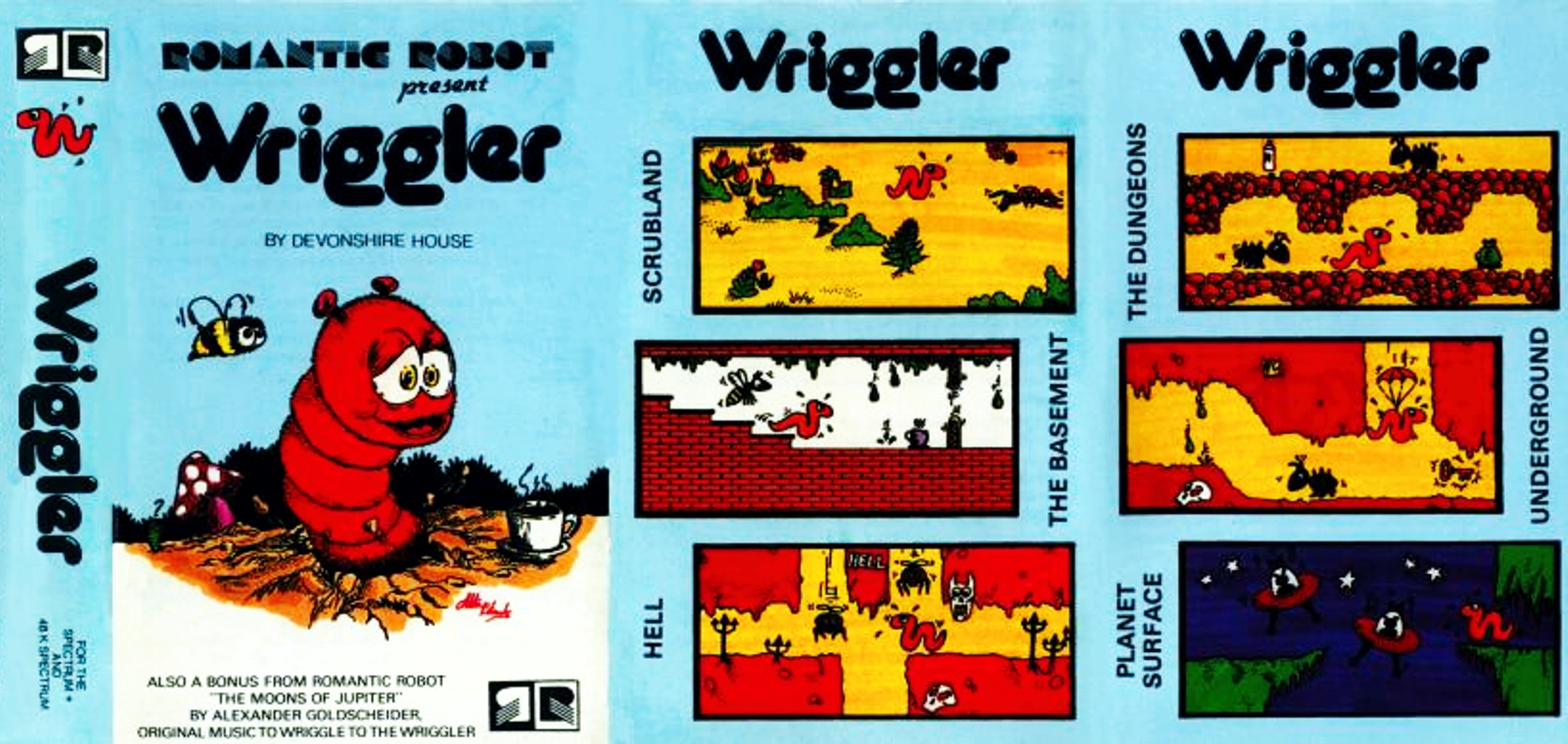
Wriggler
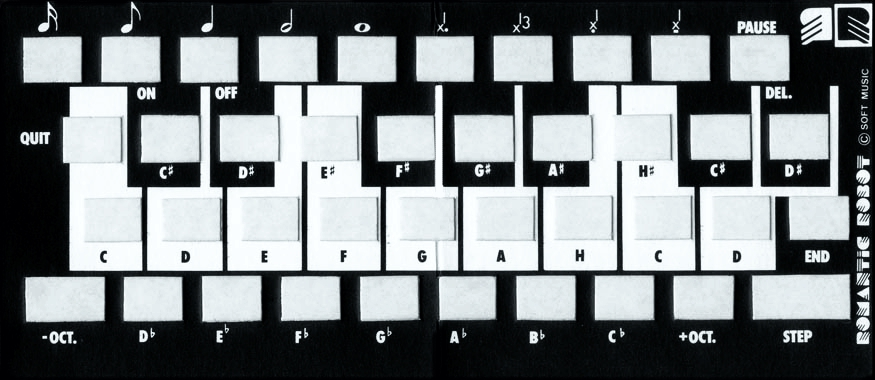
Music Typewriter

## Hudební vydavatelství
Po odchodu Ondřeje Kořínka ze společnosti v roce 1990, pokračoval Romantic Robot jako hudební vydavatelství a výrobce CD. Firma vydala mj.:
- dvoj-CD Terezín: Hudba 1941–44,
- Aaron Copland: Američan v Praze
- a vlastní CD Alexandera Goldscheidera: Stabat Mater a Píseň písní.

Vyrobila také webové stránky dirigenta Jiřího Bělohlávka.

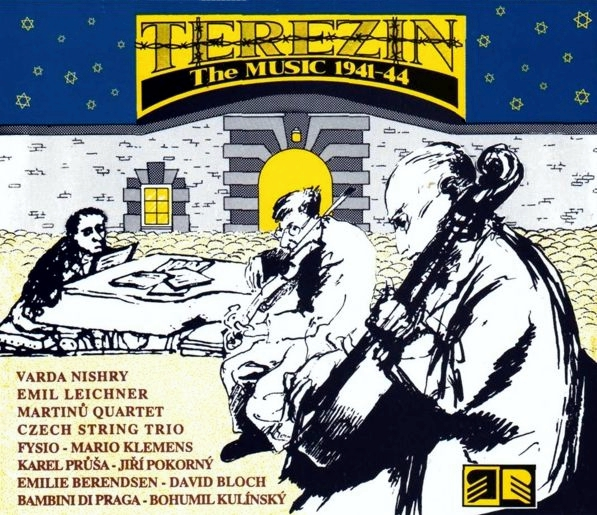
Terezín: The Music 1941-44
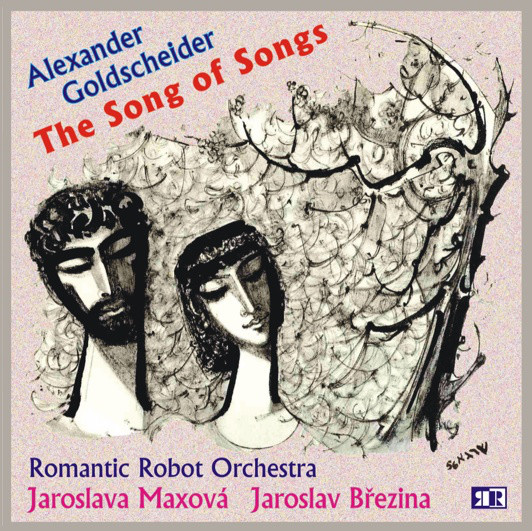
The Song of Songs
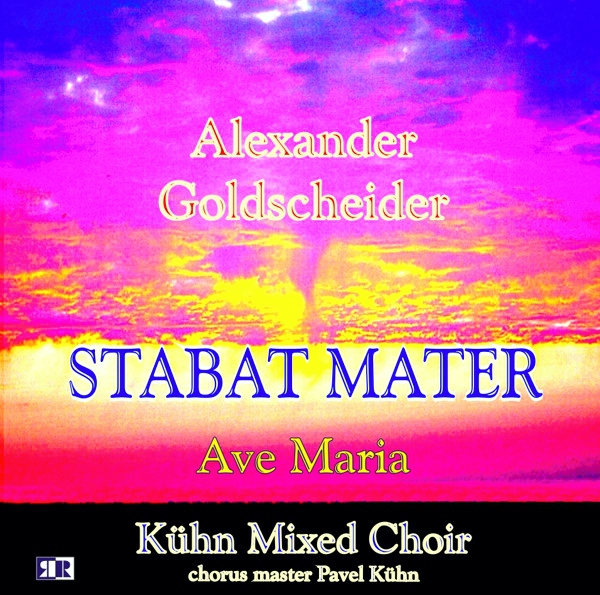
Stabat Mater